# Heilig-Kreuz-Kirche (Neuenbürg)

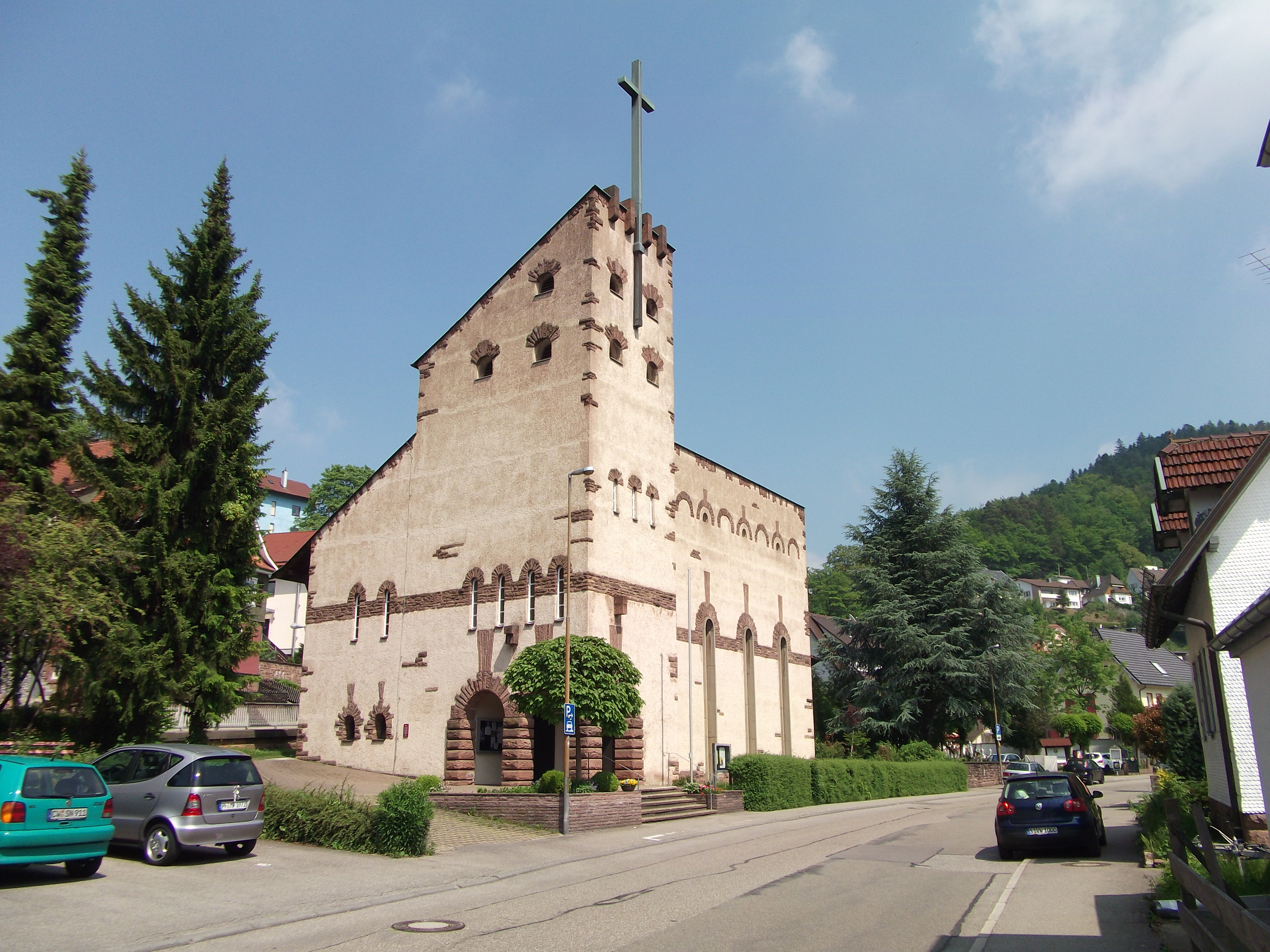
Heilig-Kreuz-Kirche in Neuenbürg

De Heilig-Kreuz-Kirche in Neuenbürg im Enzkreis in Baden-Württemberg ist eine römisch-katholische Pfarrkirche, die 1927/28 nach Plänen von Hans Herkommer erbaut wurde.

## Geschichte
Als Vorgängerbau bestand für die katholische Gemeinde seit 1883 am Platz der jetzigen Kirche eine Kapelle zum Heiligen Kreuz, die 1927/28 der nach Plänen von Hans Herkommer erbauten heutigen Heilig-Kreuz-Kirche wich. Das kleine Grundstück und die starke Verkehrsbelastung auf der im Norden verlaufenden Straße zwangen Herkommer zu einer außergewöhnlichen architektonischen Lösung, mit fensterloser Nordseite und weitgehend integriertem Turm.

## Beschreibung
Die Kirche weist einen rechteckigen Baukörper auf und ist mit dem Altarbereich nach Osten ausgerichtet. Sie ist von einem pultartigen Dach bedeckt, aus dem in der Südwestecke der ebenfalls von einem Pultdach bedeckte, nach Westen integrierte und nur nach Süden etwas vorstehende Turm hervorragt. Die Nordseite ist fensterlos, während an den restlichen Gebäudeseiten schmale rundbogige Fenster, im Turmsockel auch eine von rundbogigen Arkaden gebildete Vorhalle die Fassade gliedern. Die verputzte Fassade der Kirche wird außerdem von grob behauenen Werksteinen gegliedert, mit denen die Rundbögen der Fenster und die Eingangs-Arkaden gefasst sind, und die außerdem einen das Gebäude halbhoch umlaufenden Fries sowie an der Südseite auch einige rundbogige Blendgiebel bilden. Einige weitere Werksteine ragen als angedeutete Eckquaderung oder auch an anderen Stellen aus der verputzten Fassade hervor.
Die hohen Rundbogenfenster enthalten farbige Glasfenster mit Christkönig-Motiven. Im Innenraum befindet sich außerdem eine als Hochrelief gearbeitete 14-teilige Kreuzwegfolge. Die Chorwand ist von einem schlichten Kreuz geschmückt, in der Westseite der Kirche ist eine Empore eingezogen.